# Zeno Vendler
Zeno Vendler (Devecser, 22 dicembre 1921 – Hetyefő, 13 gennaio 2004) è stato un filosofo e linguista ungherese.

## Biografia
Studioso di filosofia del linguaggio, conseguì nel 1959. il dottorato di ricerca all'Università di Harvard, dove si era anche laureato.
Nelle sue opere, in relazione all'azionalità, categoria semantica del verbo, distinse quattro classi di verbi:
- verbi stativi (stative)
- verbi di attività (activity)
- verbi di compimento (accomplishment)
- verbi di culminazione (achievement)

## Opere
- "Each and Every, Any and All", Mind, Vol. 71, 282, Apr., 1962, pp. 145–160.
- "Verbs and Times", The Philosophical Review, Vol. 66, No. 2. (Apr., 1957), pp. 143–160.
- Zeno Vendler, Linguistics in Philosophy, Ithaca, NY, Cornell University Press, 1967, ISBN 0-8014-0436-3.
- Zeno Vendler, Adjectives and Nominalizations, The Hague, Mouton, 1968, ISBN 90-279-0083-3.
- Zeno Vendler, Res Cogitans: An Essay in Rational Psychology, Ithaca, NY, Cornell University Press, 1972, ISBN 0-8014-0743-5.
- Zeno Vendler, The Matter of Minds, Oxford, Clarendon Press, 1984, ISBN 0-19-824431-2.